# Пассони, Дарио
Да́рио Пассо́ни (итал. Dario Passoni; 9 февраля 1974, Кассано-д’Адда) — итальянский футболист, полузащитник.
В 2003 году выступал в чемпионате России за элистинский «Уралан». Дебютировал в чемпионате 15 марта 2003 года в матче против московского «Локомотива», всего принял участие в 28 матчах и забил 3 гола.